# ハイドライドシリーズ
『ハイドライド』（HYDLIDE）シリーズは、内藤時浩が中心となって開発しT&E SOFTが1984年に発売したコンピュータゲーム『ハイドライド』から始まった一連のシリーズ作品である。「ハイドライド」はハイドラ（海蛇座）という星座に由来している。
初作はアクションロールプレイングゲームの分野形成に決定的な役割を果たした作品で、移植版合わせて200万本以上の売り上げとなり、ハイドライドシリーズを制作した内藤時浩とドラゴンスレイヤーシリーズを制作した木屋善夫は二大スタープログラマーと並び称され、両シリーズは当時のパソコンRPGにおける二大ブランドであった。
ハイドライドシリーズはアクションRPGの分野成立に大きく寄与しただけでなく、コンピューターRPGとしてのハック・アンド・スラッシュの始祖ではないかという声もある。
なお当時、開発元のT&E SOFTは、1980年代後半のパソコン雑誌で山下章などが中心となって使用したジャンル表記である「アクティブロールプレイングゲーム」という表記を用いていたが、アクションRPGと同義である。

## ハイドライド
原版のゲームデザインとプログラミングは内藤時浩。1984年12月13日にPC-8800シリーズ用が発売され、長年に渡って数多くの機種に移植された。
本来複雑なルールや構成要素を覚えなければ遊べないRPGが、アクションゲームに近い感覚で初心者にも手軽に楽しめるということが受け、発売以来パソコンゲーム雑誌のランキングに2年間載り続け、当時の雑誌はその現象を「ハイドライド・シンドローム」と呼んだ。移植版を含めた販売本数はパソコン向け100万本、家庭用100万で累計200万本に達した。
内藤はコンピュータRPGを成立させたウルティマ・ウィザードリィをやったことはなく、RPGはブラックオニキスをプレイしただけであったが、その操作に面倒さを感じていた。同時に当時ゲームセンターで遊んでいたドルアーガの塔や、書店で見つけたイラストの妖精の姿の影響を受け、勢いでハイドライドを制作したと語っている。“構想一年・制作六ヶ月”という触れ込みだったが、企画書などをとばして内藤が独断で創ったため、実際にかかったのは構想三日、制作三ヶ月という速度であった。
主人公の「ジム」の名前は「ドルアーガの塔」の主人公「ギル」にあやかって、同じ二文字の名前にしようとしたことで決められた。

### ストーリー
人と妖精が共存する異世界の王国フェアリーランド。この国では3つの宝石（賢者の石）の力によって平和が保たれていたが、悪い心を持ってしまった1人の人間により宝石（賢者の石）の1つが奪われ、力の均衡を失ったことで、封印されていた悪魔バラリスが覚醒する。王国はバラリスの魔力により崩壊し、国中には怪物がはびこり、王国のアン王女も呪いにより妖精の姿にされいずこかへ連れ去られる。そんな中、ジムと名乗る勇敢な若者が立ち上がった。

### 各機種版
オリジナルの開発にはキャリーラボのBASE-80が使用されている事に加え、製品版ではバイナリパッチによる修正があるため完全なソースコードは存在せず、移植に際しては一部でグラフィックデータの流用こそあったものの各機種の担当者がプログラムは書きなおす形になった。その際、移植の担当者によってハードウェアにあわせた変更や独自の変更が行われている。同様に海外から移植の打診も2件程あったが、ソースコードを理由に話が流れたという。
PC-8801以降
1984年12月13日発売。本作のオリジナルとなる版。BGMはビープ音1声のみで構成されており、処理の間に発声ルーチンを挟む形で演奏される。曲は他の機種と異なり、ゲームスタート時にはジョルジュ・ビゼーの『アルルの女』第2組曲から「ファランドール」の冒頭数小節を奏で、ゲーム中は、同じくビゼーのオペラ『カルメン』から「闘牛士の歌」の数小節を繰り返し演奏する。エンディングではカール・マリア・フォン・ウェーバーのオペラ『魔弾の射手』から「狩人の合唱」の一部を繰り返し演奏する。
X1シリーズ
1985年1月発売。カセットテープ版と5インチ2Dフロッピーディスク版が発売され、フロッピーディスク版はドライブ仕様の問題から、X1turboIIでは動作しない。X1の持つPCG機能の利用により背景が4方向スクロールになっている他、マップパーツを他機種版の約5倍にあたる256種類保持する事により他機種よりも美しいグラフィックス表現を実現している。PSGによるオリジナルBGMが存在し、そのBGMは他の移植でも採用される形となった。登場キャラクターのうち、ドラゴン、オクトパス、ゴブリンが省略され、ゴブリンの代わりにウィスプが登場する。経験値の設定が変更されレベルがあげやすくなっている他、バラリスも弱くなっているなど全体的に難易度は下げられている。反面、フィールドがスクロール方式になっているため画面切り替えによる敵の回避が出来ないほか、カギの取得やウィスプの強さなど、部分的に難易度が向上している。
PC-6001mkII以降
1985年3月8日発売。画面解像度は低く色も特殊なものの、PSGによる3重和音のBGM再生、ジョイスティック対応、画面高速切り替えなど、PC-8801版よりゲームとしての完成度は高かった。PC-6001mkII以降用のカセットテープ版とPC-6601以降用のフロッピーディスク版、フロッピーディスクのPC-6601SR専用版が発売された。オリジナル以外では内藤自身が手がけた唯一の移植。
MSX
カセットテープ版が1985年3月発売、要メインメモリ32KiB。約半年後の11月にROMカセット版が発売されている。64KiBのメモリを前提としたゲームを32KiBに収めるため自己書き換えやデータの圧縮等によりほぼ同内容を実現したほか、空いた部分にメモリセーブ、画面切り替えスクロールなどの処理が実装されている。ユーザーの強い要望によって実現したROMカセット版はメインRAM8KiBの機種での動作を実現し、パスワードを利用したセーブ方式や、5段階の速度調整機能があるほか、テープ版では1色だった妖精も各々に色が付けられることとなった。原作登場キャラクターのうち、オクトパス、ゴブリンが省略され、ブラックアーマーがグリーンアーマーとなっている。
MSX2
1985年7月発売。MSX2の登場とほぼ同時期のリリースだった。VRAM容量に合わせてVRAM64K用（16色）、VRAM128K用（256色）を選択できる。カセットテープ版とフロッピーディスク版が発売された。後に月刊誌MSX・FANの1992年10月号にVRAM128K対応版が若干の変更を伴い収録されており、グラフィックファイルが付録ディスク専用形式で圧縮されていると共に、MSXturboRでは標準モードに切り替わるようになっている。
FM-7シリーズ
1985年4月発売。PSGによるBGMの再生に対応し、FM-7のハードウェア仕様から方向を指定してから5を押下するまでキャラクターは直進し続ける。見た目はほぼオリジナルそのままであるものの難易度は大きく調整されており、安全地帯の存在、経験値の取得タイミングの増加の他、バラリス戦で退路が維持されたままであり不死の薬も何度も取得することが出来る。但し、盾やブルーストーンの入手に必要な敵の討伐数は増やされている。他の機種では削減傾向の登場キャラクターはオリジナルに登場するものはすべて登場するほか、隠れキャラクターも追加されている。
PC-9801U/F以降
1985年9月発売。PC-8801版を完全に再現することを目指しており、10段階の速度調整機能以外に特色を持たない純粋な移植となっている。
MZ-2000/2200/2500用
1985年12月発売。キャリーラボによる移植、並びに販売。PC-8801版にI/O周りのパッチを当て処理を実現しているため、再現性は非常に高い。発売の経緯については、前述の手法によって動作するものが完成した後、打診が事後にT&E SOFTにあったというもの。カセットテープ版で発売され、テープのA面にMZ-2500、2200用のカラー版を、B面にMZ-2000用の「グリーンディスプレイ」版を収録している。グリーンディスプレイ版はグラフィックスRAMの3プレーン目を、カラーディスプレイ版は、テキストVRAMをワークエリアとして利用している。MZ-2500ではMZ-2000モードでの実行が必要。MZ-2520/2861ではMZ-2000モード並びにデータレコーダが削除されたので動作しない。
『ハイドライド 異次元バージョン』 X1turbo（1987年3月発売ブラザー工業）
X1では垂直帰線期間にしかできなかったPCGへのアクセスを、水平帰線期間にもできるようになったX1turbo専用にマップを総入れ替えした高速版で、背景からキャラクター描写までグラフィックがかなり異なっている。
『ハイドライド・スペシャル』 ファミリーコンピュータ（1986年3月18日発売 東芝EMI）
「スペシャル」という名称は、すでに発売されていた『ハイドライド2』の要素である魔法などを取り入れたことによる。BGMも『ハイドライド2』のBGMが使われている。パソコン版『ハイドライド』とは基本的に大差がないが、ある条件を満たすと出現する隠しキャラクターは、雑誌の読者公募によるアイデアが採用されており、迷宮シーンなどが簡単になった他、登場する敵キャラクターにやや違いがある。また、ちわきまゆみが歌うハイドライド・スペシャル公式イメージソング『エンジェル・ブルー』もシングルレコードで発売されている。この曲はゲーム中には扱われてはおらず当時放映されていたテレビCMでサビの部分が使用されていた。箱絵は絵本作家、プロモデラーとして知られる松本州平。
PCゲームの人気作品であった『ハイドライド』であったが、ファミコンに移植した本作はファミコンで遊んでいた当時の低年齢層には不親切なゲームシステムだったらしく、何の説明もないまま冒険を続けて行かなければならないのは当時の子供たちには厳しすぎたという評価もある。
なお、1999年3月にT&E SOFTから発売されたプレイステーション用の恋愛パラレルRPG『ソナタ』ではある一定の条件をクリアするとプレイ可能となるおまけゲームとしてこの『ハイドライド・スペシャル』が収録されている。2019年12月13日より、この『ソナタ』に収録されていた『ハイドライド・スペシャル』がゲームアーカイブスにて配信開始。また、2020年5月19日よりプロジェクトEGGにて配信開始。さらに2021年10月12日に本作の海外版タイトルである『ハイドライド』もプロジェクトEGGで配信された。

### アレンジ版
『ハイドライド』 Windows 95/98（1999年4月23日）
『ハイドライド』のオリジナルであるPC88モードを再現した物と、グラフィックと音楽を現代風に作り直したデータに差し替えたアレンジバージョンが収録されている。基本的なシステムはPC-8801版に準拠しているが、オーバードライブモードなどのフィーチャーが実装されており、後にPSG版のBGMが差し替え用に公式サイトで頒布された。
資料集『ハイドライドミュージアム』が付属しており、『ハイドライド』発売当時の雑誌記事、発売全機種データ、開発者などのインタビューなどを見る事が可能で、さらにゲームでも使えるアレンジバージョンの楽曲をさらにアレンジしたリニューアル版の全楽曲と、当時『ハイドライド3』初回版の特典だった「T&E SOFT創立5周年記念ゲームミュージックライブラリー」の楽曲の一部を収録している。
『ハイドライドEv』 ソフトバンクモバイル/S!アプリ、AU/Ezアプリ（2003年12月17日配信開始 ボーステック）
ほぼ原作どおりのオリジナルモードと、Windowsアレンジ版モードを収録。攻略のヒントや登場するモンスターのリストが閲覧できるなど、ライトユーザー向けの調整がされている。なお2001年9月3日よりデータ容量50KBのJAVAアプリバージョンが配信されており、こちらは簡易版といえる作りとなっている。なお「Ev」とは「Evolution」（進化）の略。
『EGGコンソール ハイドライド PC-8801』 Nintendo Switch（2023年12月21日配信開始 D4エンタープライズ）
PC-8801版のエミュレーション化作品のダウンロード版。
『EGGコンソール ハイドライド MSX』 Nintendo Switch（2024年9月5日配信開始 D4エンタープライズ）
MSX版のエミュレーション化作品のダウンロード版。
その他に、ユーザの手によって作成され、パソコン通信などで流通したX68000版等も存在している。

### 日本以外での発売
『ハイドライド』は日本の他、MSXを海外に普及させる際にキラーソフトとしてヨーロッパで発売されている。発売はT&E SOFTではなく、MSXを海外に普及させようとしていた企業が本体に付属させる形で販売していた。北米では1989年6月にファミリーコンピュータ版の『ハイドライド・スペシャル』が『HYDLIDE』のタイトルでFCIから発売され、さらに1990年にハイドライド3 メガドライブ版の『スーパーハイドライド』が『SUPER HYDLIDE』のタイトルでT&E SOFT OF AMERICAから発売されている。

### 評価
- ログイン誌において、1985年のBHS(ベストヒットソフトウェア)の大賞を受賞[25]。
- ゲームを進行する上で必須の謎解きに関するヒントがまったくないし適切に提示されないことが不親切で理不尽と受け取られ、特に子供の多かった家庭用機移植版ではクソゲー扱いされることもままあった[19][26]。

## ハイドライドII
『ハイドライドII』（HYDLIDE II）は『ハイドライド』の続編である。副題は『SHINE OF DARKNESS』。1985年12月13日発売。ゲームデザインは前作同様に内藤時浩。
前作のおよそ6倍に拡大された広大なフィールドマップに加え、街の存在、住人との会話や魔法、商品の売買、またFORTHという善悪の概念が盛り込まれている。無害な生物や住人を殺すとFORTHは悪に振れ、悪の敵を倒して性質を善に傾けていかないと、町人は「はまち！」などと無意味な回答ばかりしてきたり、さらに悪に傾くと取引ができなくなってしまう。ただし、ゲーム後半では敵キャラクターしか存在しなくなるため会話の相手はおらず、アイテム、武器も売買するものではなくマップ上から取得するものになるため、それらの要素は使われなくなっていく。
システムの変更などによりリアルタイム性が下がることでアクションゲームとしての難易度は低下している。その反面、不条理ともいえるほどの「謎」がちりばめられ、鍵を使用する順番によっては進行が不可能になったり、特定の場所で特定の攻撃魔法を使わないと先には進めない箇所など謎解きの難易度が著しく高くなっている。また、発売時にマイコンBASICマガジン誌上でライター山下章へ挑戦状を送り対決記事が掲載されるなど、高難易度を売りにするプロモーションも行われた。公式解答本には裏話、演出の意図と共に「謎」の解説も書かれており、解くための情報は会話、挙動などに含めている旨が書かれている。但し、実際に挙動から魔法が反応する範囲、半キャラクタずらした配置の仕掛けなど特殊な条件での特殊な行為を見出すのは困難を極め、情報の一部は入れ忘れたとされる。公式解答本の入手は認定証の申し込みと排他になっているほか雑誌などでも解法が掲載されたため、必ずしも入手の必要があるものではなく、EVIL CRYSTALが砕け散った理由などは必ずしもユーザに伝わったわけではない。
尚、クリア後に表示されるパスワードを送ると、各機種先着1000名に認定証、その更に先着100名にはTシャツも送られた。
当時好敵手として何かと比較されたハイドライドシリーズとファルコム社のドラゴンスレイヤーシリーズであったが、木屋善夫はハイドライドIIが擬似マルチウィンドウを下に隠れる部分の退避を行わない重ね描きにより実現していることへの対抗意識から、ソーサリアンで町のウィンドウ表示では下に描画されるウィンドウから消すなどの処理を作成したと発言している。

### ストーリー
かつて怪物に支配された時代が終わりを告げ、フェアリーランドは平和な日々を取り戻していた。しかし今再びフェアリーランドの地下深くで邪悪に満ちた意識が覚醒し、新たな怪物を創りあげ、死者を蘇生して広大な地下世界を創り上げた。そのことにいち早く気づいた修道僧たちは、人々にこの異変を説いたが、彼らは平和な日々に浸かりきっているため聞き入れてもらえなかった。次第に邪悪な力が地上へ及ぶ中、神は人間の中からまだ心の汚れていない一人の男の子をフェアリーランドへ召喚した。

### 各機種版
PC-8801シリーズ
1985年12月13日発売。基本的にBGMは無く、効果音のみで進行する。タイトル画面、精霊登場時、ラスボス出現、エンディング等のシーンでのみBeep音によりメロディーが流れる。幾つかの英単語についてスペルミスが存在しており、MZ以外の機種では発売時期がずれたこともあり移植時に修正された。V1モード専用のため、V2モードでは表示色がおかしくなる。開発にはキャリーラボのBASE-80が使用されている。
X1シリーズ
1986年2月発売。PSG音源に対応しており、全シーンにBGMが付いている。またPCGを活用し、マップ移動時の処理に瞬時切替とスクロール切替の選択が可能となっている他、マップパーツの書き換えによる川、マグマが流れる処理が追加されている。カセットテープ版とフロッピーディスク版が発売された。
カセットテープ版では、主人公の姿が装備に関係なく常時、剣と鎧と盾が装備された姿になっている。
FM-7シリーズ
1986年2月発売（FM-77版は1986年11月発売）。メインテーマ（タイトル画面）とエンディングテーマの二曲がFM音源に対応。他のBGMはX1版等と同様、PSGで演奏される。FM-7/NEW7用のカセットテープ版とフロッピーディスク版（5"2D）、FM-77以降用のフロッピーディスク版（3.5"2D）が発売された。
カセットテープ版では、主人公の姿が装備の状態に関係なくフェアリーランドでは何も装備せず洋服姿、地下帝国では剣と鎧と盾が装備された姿になっている。敵キャラもいくつか削減・共通化されていて、同じ姿で違う名前になっていたり、主人公の洋服姿と同じものも存在する。
MZ-2000/2200/2500
1986年9月MZ-2000/2200用のフロッピーディスク版（5"2D）と、MZ-2500/V2用のフロッピーディスク版（3.5"2DD）が発売された。前作と同じく移植を行ったのはキャリーラボだが、販売元はT&Eソフトになった。スペルミスの放置や挙動などから、PC-8801版をベースにI/O周りを書き換えることにより移植していると思われるが、地下帝国へのパスワードは異なる他、スタッフロールに移植者の名前が追加されている。MZ-2500版はメディアが3.5インチ2DDである以外は同一であり、MZ-2000モードでの実行が必要。グリーンディスプレイモードも実装されており、起動時に選択出来る。前作同様、MZ-2520/2861では動作しない。
MSX
1986年11月発売。PSG音源に対応。低解像度の都合上、マップ細部が若干変更されている他、X1同様PCGの書き換えによる演出がされている。電池式バッテリーバックアップ方式のROMカセット（1メガROM+SRAM）で発売。ROM容量がぎりぎりだったためかゲームの進捗フラグは厳密な物ではなく、それを利用したアイテム、所持金の増量、本来必要なアイテムを入手せずにクリアする事などが可能になっている。
Windows 95/98
1999年11月発売。『ハイドライド3 GoldPack』の中にPC-8801版を再現した物のみが収録されている。
Nintendo Switc版
タイトルは『EGGコンソール ハイドライド2 PC-8801』であり、PC-8801版の移植。2024年4月18日にダウンロード版が配信開始された。また、2025年5月22日には『EGGコンソール ハイドライドII MSX』のタイトルでMSX版の配信も開始された。

### 派生版
『ハイドライド2Ev』 ボーダフォン/Vアプリ（現S!アプリ）（2003年12月配信開始 ボーステック ）
ほぼ原作どおりのオリジナルモードと、グラフィック、サウンドなどを強化したアレンジモードを収録。オリジナルモードではPC-8801版をベースにFM-7版のBGMをつけている。

### 評価
家庭用ゲーム機に移植された初代・三作目と異なり、IIはもっぱら国内かつPC向けのみ販売されたため、海外ではゲームの評価はほとんど為されていない。当時の日本のパソコンゲームは高難度で複雑であることを売りにする一方、それに相応しい品格を演出するために、日本国内のみの販売にもかかわらず半角片仮名等をあえて使わずストーリーなどを稚拙で誤りの多い英語に翻訳して表示していたが、Harold Goldberg "All Your Base Are Belong to Us"ではその代表例として取り上げ、「アーケードや家庭用機のそれより酷い」と述べている。

## ハイドライド3
『ハイドライド3』（HYDLIDE 3）は『ハイドライドII』の続編で、シリーズ完結編にあたる。副題は『THE SPACE MEMORIES』（異次元の思い出）。1987年11月21日発売。
『ハイドライドII』を基盤に、グラフィックやサウンド面（オリジナルの作曲とサウンドプログラムは冨田茂による）を大幅に強化し、これまで単純な会話や文章の表示に過ぎなかった物語も重厚なものになっている。攻撃も、これまでの体当たりから、武器を振って行うものになった。
ゲームシステムには、時間、食事・睡眠、重量など、様々な「現実的（）」なシステムが取り入れられた。しかし、それらの管理はもちろん、貨幣にすら重さがあるため、絶えず両替機を持ち歩いて変換しなければならないという、煩雑なものともなっている。
「3」の表記はローマ数字ではなくアラビア数字である。「III」にならなかった理由は、IIを制作した際「IIIは作らない」と語っていたことによるとされる。
とかく比較されることが多かったハイドライドシリーズとファルコム社のアクションRPGであったが、同時期発売の『イース』と「洞窟でのスポットライト処理」が重なったのは偶然である。

### ストーリー
全ての災厄の元となったエビルクリスタルが砕けた後、再びフェアリーランドは平和を取り戻し、長い月日が流れた。歴史を重ねるうちに王国は発展を遂げ、人々は街を広げ、豊かな生活を謳歌していた。その一方で次第に魔法は生活に溶け込み、妖精たちの姿も見られなくなっていき、フェアリーランドも人間の世界のようになっていった。
だが、そんなある夜に、地響きとともに巨大な火柱がフェアリーランドに立ち昇り、その翌日から各地に不思議な現象が起こるようになり、不思議な扉、地割れ、怪物たちが現れた。修道僧たちは、この原因の究明を一人の若者に命じた。

### 各機種版
PC-8801mkIISR以降
1987年11月21日発売。市販ゲームソフトとして初のサウンドボードII対応作品。
画面切り替え時にFDDへのアクセスが行われてもBGMが途切れない特徴は、FDDがインテリジェント型のため、FDDからのデータの読み込みと、ゲームの処理が同時に行われることによって実現したとされる。このため、CPUがデータをPIO転送する機種への移植は困難になった。
拡張RAMに対応し、ディスクキャッシュとして利用でき、PC-8801mkIIMRなど拡張RAM 128KB搭載の場合はFDDへのアクセスが減り、1MB搭載されている場合はオンメモリで動作する。
アナログパレットに対応しており、PCGを持つ機種のみだった画面のスクロール切り替えも実装された。
BGMは、SSGにメインを割り振り、残りのパートが拡張される形でアレンジされているため、OPNA、OPN、SSGと別の音源でありながら大きな違和感を生まない形になっている。サウンドボードIIを使用した場合はパンポットに対応する。
MSX
1987年12月発売。ROMカートリッジ。データ保存先はテープ・PAC（SRAMカートリッジ）に対応。音楽はPSGのみ対応。
副社長の「容量が足りないならしょうがない」という英断で、RPGとしては初の4Mビット大容量ROMが採用された。
ROMカートリッジはデータ転送を伴わず、実メモリ空間にマッピングできる形であるため、移植が実現できたとされる。
MSX1版は画面切り替えスクロールを実装した。
名前入力時、TABやSELECTを押すと「III」や「（ふ）（実際には●に“ふ”）」の字を出すことができる。（ふ）についてはレイドックを参照。
MSX1版でも、その細かなマップパーツにより、比較的奇麗な画面が描画される。MSX1の低解像度で漢字表示を実現した事から、判読が困難な文字もあり、解読表が説明書に添付されていた。
バッテリーバックアップ方式のセーブはPACでのオプション対応であり、テープセーブにしても説明書がないと保存操作が分からない作りとなっている。実際は宿屋でメモリセーブとSRAMセーブが同時に行われるため、電源を入れっぱなしにしてプレイすればゲームオーバー後もセーブ地点からロードが可能。
ハイドライド ブロンズパックとして、ハイドライドIIとセットになったパッケージも販売された。
MSX2
1987年12月発売。ROMカートリッジ、データ保存先はテープ・PAC（SRAMカートリッジ）に対応、PSGのみ対応。
MSX1版とは異なり、スクロール切り替えではなく単なる画面切替。MSX2ならではの高解像度モードと16色表示により、PC-88版以上に美しいグラフィックを実現している。
オープニングでは走査線割り込みで画面上部のタイトルロゴと下部のストーリー表示でパレットを入れ替えて擬似32色表示を実現している他、アニメパターンも増え、表現が自然になっている。
X1
1988年7月発売。FM音源に対応。上記の理由によって困難とされた移植であり、当初はDMAの使えるX1turbo専用で発表された。しかし、BGMルーチン等の工夫により、若干他機種に比べて処理が重いものの最終的に無印X1でも動作するように移植された。
BGMはOPMに対応しており、音色、パート割りはPC-8801mkIISR以降版と異なりPSGを利用せず、FM音源のみで演奏されるBGMは他の機種よりも丸いイメージを与える。また、FM音源ボードが未搭載の場合、MSXシリーズ同様PSGでBGMが演奏される。
オープニングのアニメーションパターンも88版に比べ追加された。
Nintendo Switc版
タイトルは『EGGコンソール ハイドライド3 PC-8801mkIISR』であり、PC-8801mkIISR版の移植。2024年2月22日にダウンロード版が配信開始された。また、2025年7月24日には『EGGコンソール ハイドライド3 S.V. PC-9801』のタイトルでPC-9801版の配信も開始された。

### アレンジ版
『ハイドライド3 闇からの訪問者』 ファミリーコンピュータ（1989年2月17日発売 ナムコ）
「ナムコット ファミリーコンピュータゲームシリーズ」第51弾として発売。バッテリーバックアップ方式でのセーブ。ゲーム自体の簡便化、および登場キャラクターなどに変更がある。
『ハイドライド3SV』 PC-9801VM以降/X68000（1989年9月9日発売）
PC-8801mkIISR以降版とファミリーコンピュータ版をベースにビジュアルシーンや新マップ、新キャラクターなどを追加したもの。「SV」は「SpecialVersion」の略。
X68K版の開発はシンキングラビットで、高解像度モードのパッケージの取り込み画像や、半透明機能によるステータス表示など、機能を利用した実装の変更のほか、タイリングパターンを利用した他の機種と異なり、多色表示を前提としたキャラクタの塗り方などによって、見た目の雰囲気が変わっている。BGMは、基本的にX1版と同じものになっているが、ボス、海底、エンディング曲の一部などは、独自にアレンジされている。
『スーパーハイドライド』 メガドライブ（1989年10月6日発売 アスミック・エースエンタテインメント）
グラフィックや登場キャラクターなどに変更があり、全曲中6曲(うち4曲は曲名も同名)が別の曲と入れ替えられており、残りの曲も「ミュージック フロム ハイドライド3」のアレンジバージョンをベースにアレンジされている。さらにパソコン版に盛り込めなかった「銀行」が登場している。
『ハイドライド3 GoldPack』 Windows 95/98（1999年11月26日発売）
『ハイドライドII』、『ハイドライド3』のオリジナルバージョンと、『ハイドライド3』のグラフィックと音楽の強化されたものに差し替えたアレンジバージョンが収録されている。
『ハイドライド3Ev』 フィーチャーフォン（ ボーステック/NOLIS SOFT）
ほぼ原作どおりのオリジナルモードと、Windows版のアレンジバージョンをもとにした「アレンジモード」を収録。
ソフトバンクモバイル/S!アプリ版は2005年3月1日に配信開始された。また、2006年3月1日にはFOMA 901/902i版に配信された。

## ハイドライドX
1989年発行のMSX雑誌（MSX・FAN）にタイトル未定にもかかわらず、『ハイドライドX』と載ってしまったことがある。また、MSX2用の『T&EマガジンディスクスペシャルVol.1』にこれをフォローするようなコーナーが収録されている（吉川泰生が内藤時浩を、サイオブレードのパロディの形で尋問する）。結局正体は『ルーンワース 黒衣の貴公子』だった。

## ハイドライド1・2・3
2001年5月23日にデジキューブがコンビニ専売で『ハイドライドシリーズ』3作品を全てセットにした『ハイドライド1・2・3』のパッケージ版を発売。2001年11月29日にはT&E SOFTがWindows 95・98・Me用として発売した。
シリーズ全3作のオリジナルバージョン（PC-8801版の復刻）以外に『1』と『3』のアレンジバージョンを収録し、各ナンバリングタイトルゲーム中にもバージョン切替が可能。また、資料集『ハイドライドミュージアム』があり、ハイドライド発売当時の雑誌記事、発売全機種データ、開発者などのインタビューを見る事が出来る。
ゲームでも使えるアレンジバージョンの全曲をさらに豪華にアレンジしたリニューアル版の全楽曲と、ボーナストラックとして『ハイドライド3』の当時同梱された初回特典である浅倉大介が手がけたDAIVAの曲も収録された音楽テープ「T&E SOFT創立5周年記念ゲームミュージックライブラリー」の全楽曲までをも収録した「HYDLIDE music collection RENEWAL」を音楽CDで同梱。ただ、単一タイトルで発売された『1』と『3』のアレンジ版からそれぞれイントロタイトルロゴ&イントロ専用音楽はカットされている。
D4エンタープライズからProject EGG内別タイトル扱いで、2004年12月22日に『ハイドライド1・2・3』ゲームのみ2100円と、2004年10月01日にゲームへは組み込み不可の『HYDLIDE music collection RENEWAL』音楽のみ1050円として配信が開始された。

## ヴァーチャルハイドライド
『ヴァーチャルハイドライド』（VIRTUAL HYDLIDE）は、セガサターン初のRPG。3D版ハイドライドでヴァーチャルの名はそこから来ており、背景はポリゴン、キャラクターは実写風の2D（いわゆる2.5D）で描かれる。
毎回自動生成される箱庭的世界を探検していく形になっており、装備品やアイテムもランダムで生成されるローグライクの特徴が取り入れられた。個々の要素はゆるやかに初代の世界や敵などに則っている。重量制など3の要素を一部引き継ぎ、アクションは複数の攻撃が可能になった。
通貨の役割を果たすスコア制が導入されており、店を見つけた際は、このスコアを用いて物品を購入できる。初級・中級では地図が最初から表示され、目的地もはっきりしているが、上級では自分で一から歩いて地図をつくらねばならないため難度が上がり、スコアアタックの意義も増す。
2017年に、内藤時浩が「ヴァーチャルハイドライドリバース（VHR）」と「ヴァーチャルハイドライドII（VH2）」という二作品の制作構想があることを仄めかしている。